# Janina Kozłowska-Studnicka
Janina Róża Kozłowska-Studnicka (ur. 8 października 1890 w Lublinie, zm. 7 sierpnia 1972 w Śremie) – polska archiwistka, działaczka kulturalna.

## Młodość
Urodziła się w rodzinie właściciela ziemskiego Juliana Józefa Kozłowskiego i Róży Ludwiki z Borowskich. Pierwsze 12 lat życia spędziła w rodzinnym Lublinie, potem, w latach 1902–1914, mieszkała w Petersburgu, w którego miejscowych bibliotekach spędzała wiele czasu, studiując samodzielnie (pomimo braku formalnego wykształcenia) opracowania z szeroko pojętej humanistyki, a następnie współpracując z wysłannikami Akademii Umiejętności zajmującymi się tamtejszymi polonikami. Tam też w jednym z zakładów naukowych dla panien uzyskała w 1910 r. świadectwo nauczycielki domowej z prawem nauczania języka francuskiego i historii. Ponowna przeprowadzka (wraz z matką) w związku ze śmiercią w 1914 r. ojca, który był urzędnikiem, tym razem do Wilna, zaowocowała rozpoczęciem pracy w tamtejszym archiwum oraz małżeństwem z miejscowym archiwistą Wacławem Gizbertem-Studnickim (związek ten okazał się nietrwały – jeszcze przed ostatecznym zakończeniem I wojny światowej nastąpił jego rozkład). W 1917 r. została aresztowana przez niemieckie władze w Wilnie i spędziła kilka miesięcy w więzieniu. Okres formowania się państwa polskiego spędziła ponownie w Lublinie, pracując w latach 1918–1919 w tamtejszym archiwum.

## Dwudziestolecie międzywojenne

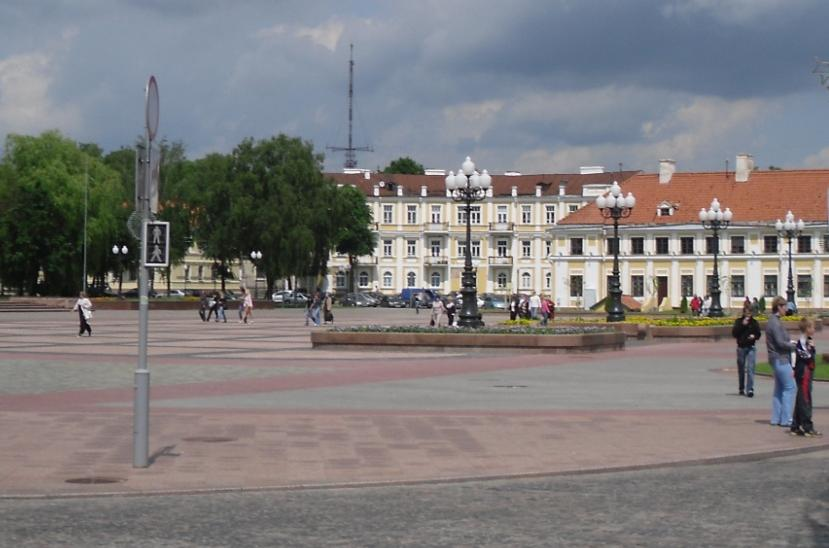
Budynek dawnego Archiwum Państwowego w Grodnie (po prawej)

Jeszcze w 1919 r. powróciła do Wilna, do pracy w tamtejszym archiwum, w którym od 19 kwietnia 1920 r. pełniła rolę pomocnicy kustosza. Równocześnie pracowała także, dojeżdżając aż do grudnia 1920 r. z Wilna, w archiwum w Grodnie, którego kierownikiem została najpewniej 1 stycznia 1921 r. Przez resztę dwudziestolecia międzywojennego mieszkała już w Grodnie. Była zwolenniczką działań rewindykacyjnych w zakresie archiwaliów, członkiem Komisji Rewindykacyjnej działającej na rzecz powrotu akt wywiezionych do ZSRR. W okresie zarządzania przez nią archiwum grodzieńskim było ono trzecim pod względem liczby jednostek archiwalnych państwowym archiwum w II RP, gromadząc w swoich zasobach około 750 tysięcy woluminów.
Janina Kozłowska-Studnicka działała także na grodzieńskim polu kulturalnym. Była główną organizatorką i wiceprezesem miejscowego oddziału Polskiego Towarzystwa Historycznego, mającego swoją siedzibę w grodzieńskim archiwum, a powstałego w 1935 r. na życzenie Zarządu Głównego PTH. Kozłowska-Studnicka odpowiadała w nim zarówno za kwestie organizacyjne, jak i za stronę merytoryczną (wygłosiła na jego forum odczyty takie jak: Polityczne i wyznaniowe dzieje Supraśla, Zadania, potrzeby i środki badań historii Grodna, W Grodnie przed stu laty, Grodno w czasie powstania styczniowego). W roku następnym (1936) była inicjatorką powstania (a potem sekretarzem) w Grodnie biblioteki historycznej, która również mieściła się w budynku archiwum. W Związku Zaścianków Polskich była członkiem Rady Głównej, organizatorką kursów o tematyce kulturalnej dla jego członkiń.
Działała na polu dydaktycznym i naukowym. Wygłaszała odczyty dla uczniów i wykłady dla studentów Uniwersytetu Powszechnego i na kursach podchorążych. Badania naukowe Janiny Kozłowskiej-Stadnickiej koncentrowały się na tematyce historii ziem Wielkiego Księstwa Litewskiego w XIX i XX w. (zwłaszcza obszaru okołogrodzieńskiego) oraz zagadnieniach polsko-rosyjskiego sąsiedztwa. Pisała na ten temat artykuły m.in. do „Ateneum Wileńskiego”, „Archeionu” czy „Przeglądu Historycznego”. Była jednym z uczestników warszawskiego VII Międzynarodowego Kongresu Historyków.
Politycznie związana z obozem sanacji, znała i współpracowała z wieloma jej przedstawicielami, tak cywilnymi (Witoldem Cieńskim), jak i wojskowymi (m.in. z pułkownikiem Teodorem Furgalskim i generałem Franciszkiem Kleebergiem), darzyła dużą atencją Józefa Piłsudskiego. Na polu działalności kulturalnej w Grodnie współzawodniczyła z niechętnym jej kierownikiem miejscowego muzeum Józefem Jodkowskim. Była bliską znajomą Jana Glinki.

## Okres II wojny światowej i Polski Ludowej

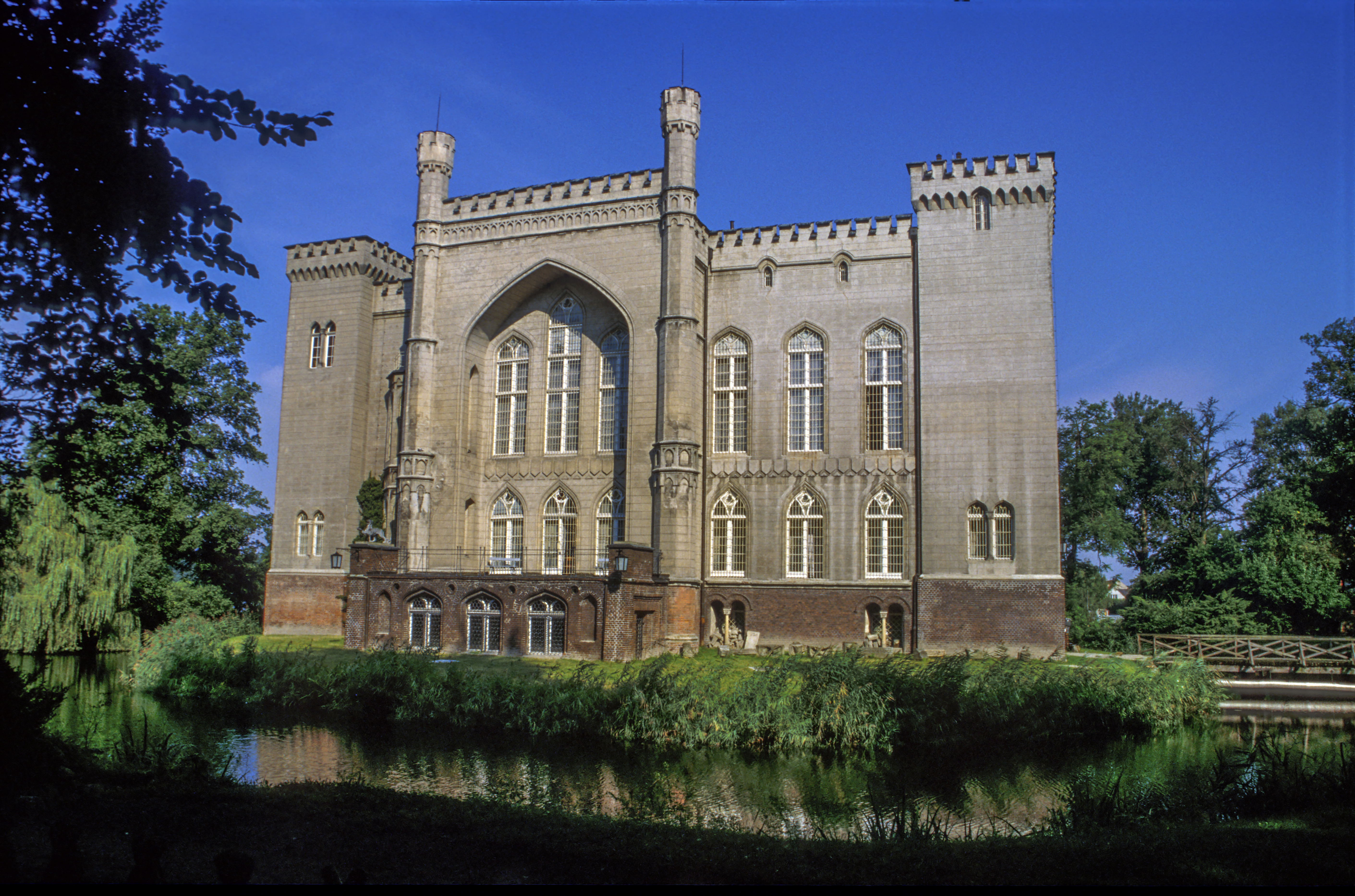
Biblioteka Kórnicka

Rok przed wybuchem wojny (4 października 1938) straciła matkę Różę, która zawsze była jej pomocna. Na stanowisku kierownika archiwum w Grodnie pracowała aż do 20 grudnia 1939 r., pomimo zajęcia miasta przez wojska ZSRR. W okresie od kwietnia 1940 r. do połowy 1946 r. przebywała poza krajem, początkowo na zesłaniu w syberyjskiej części ZSRR. Po powrocie do Polski osiadła w podpoznańskim Kórniku, w tamtejszej bibliotece, pracując, pomimo przejścia w 1951 r. na emeryturę, praktycznie do swojej śmierci nad porządkowaniem i opracowywaniem tamtejszych archiwaliów.
Zmarła w Domu Pomocy Społecznej w Śremie (tzw. klasztorku). Pochowana na cmentarzu parafialnym w Kórniku.
Była żoną Wacława Gizberta-Studnickiego.

## Ordery i odznaczenia
- Krzyż Niepodległości (17 marca 1932)[8]
- Złoty Krzyż Zasługi (11 listopada 1936)[9]
- Odznaka Pamiątkowa Więźniów Ideowych (1931)[1]